# Jacques Pavlovsky
Jacques Pavlovsky (1931, Saint-Jean-de-Luz – 15. října 2023, Urrugne) byl francouzský fotožurnalista.

## Životopis
Jacques se narodil v Saint-Jean-de-Luz v roce 1931 a byl synem architekta André Pavlovskyho a Yvonne Longi. Studoval na Národní vysoké škole krásných umění a následně na École de photographie et de cinéma. Poté, co sloužil v alžírské válce, se přestěhoval do Paříže a nastoupil do tiskové agentury Rapho, kterou řídil Raymond Grosset(fr). Během této doby se začal věnovat novinářské fotografii v rámci agentury, pokrývající francouzskou politiku, květen 68, smrt Charlese de Gaulla a volbu Georgese Pompidoua.
V dubnu 1974 nastoupil Pavlovsky do fotoagentury Sygma na pozvání Huberta Henrotta. V této době se setkal s mnoha populárními reportéry, jako je Henri Bureau(fr), Alain Keler, Alain Noguès (fotograf)(fr), Jean-Pierre Laffont, William Karel, Patrick Robert(fr) nebo Philippe Ledru(fr). Pozoruhodně informoval o pádu Saigonu, smrti Francisca Franca, nástupu španělského krále Juana Carlose I., inauguraci Saddáma Husajna a íránsko-irácké válce. Jeho zprávy byly publikovány v Newsweek, The Times a Paris Match.
Jacques Pavlovsky zemřel v Urrugne dne 15. října 2023 ve věku 92 let.

## Publikace
- Architectures d'André Pavlovsky - La côte basque des années trente
- Pottoka, le petit cheval basque
- Les animaux de Pays basque, vautours, pottok, moutons manex, betisoak
- Regardez les danser
- Objets et saveurs du Pays basque